# Blauschimmelkäse

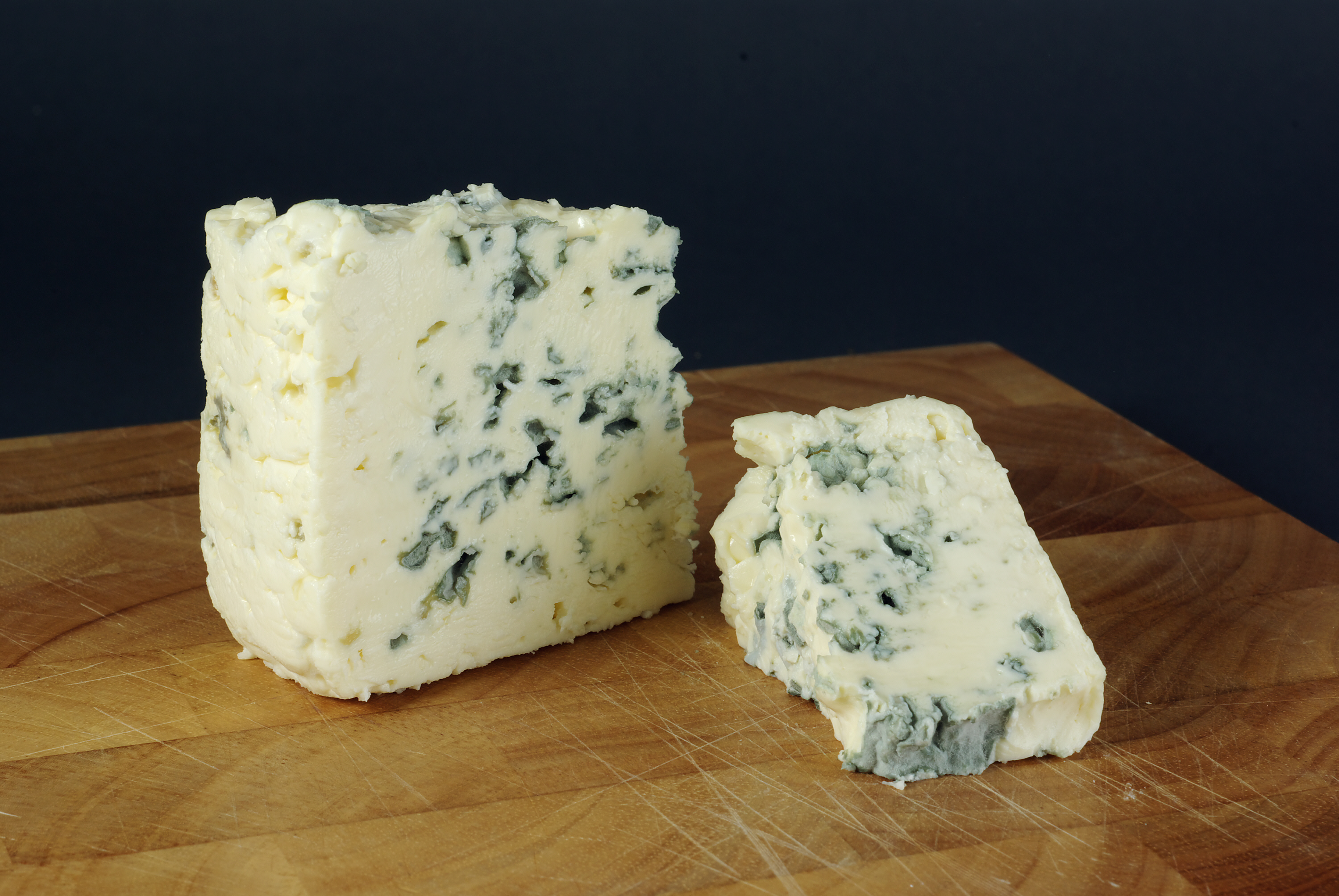
Blauschimmelkäse

Blauschimmelkäse ist Schimmelkäse, bei dessen Herstellung blau bis grünlich erscheinende Edelschimmelpilze wie Penicillium roqueforti und Penicillium glaucum eingesetzt werden. Varianten mit grünlichem Schimmel werden teilweise auch als Grünschimmelkäse  bezeichnet.
Die ungiftigen Pilze durchziehen den Käse meist aderartig, was durch den Herstellungsprozess bedingt ist: Der blaue bis grüne Edelschimmel wird zum Teil bis heute auf Brotlaiben gezüchtet, bis diese gänzlich von Schimmel durchzogen sind. Das durchschimmelte Brot wird getrocknet, fein vermahlen und verflüssigt, dann wird die Schimmelmasse mit einer groben Spritze in den noch unreifen Käse eingebracht. Beim Wachstum verzweigt sich der Pilz mehr oder weniger tief und fein, soweit dies durch die Struktur des Bruchs und dessen Behandlung möglich ist. Je nach Sorte werden die Käselaibe während der Reifeperiode zusätzlich wiederholt „pikiert“, das heißt mit langen, dicken Nadeln durchstochen, um vermehrt Sauerstoff ins Innere dringen zu lassen und so weiteres Pilzwachstum zu fördern.
Die gewöhnlichen Brotschimmel sind im Gegensatz zu Edelschimmel ungenießbar und eignen sich nicht zur Herstellung von Schimmelkäse.
Bei einer Herstellungsvariante wird bereits vor dem Abschöpfen des Käses die Mischung aus Bruch und Molke mit Pilzsporen geimpft, was den Pilz im späteren Käse gleichmäßiger verteilt. Auch in diesem Fall wird der Käse nach einer gewissen Reifezeit häufig pikiert, um das Wachstum des Pilzes zu unterstützen.
Schwangeren wird oft empfohlen, keinen Blauschimmelkäse zu essen, eine fundierte Begründung scheint aber schwierig zu sein. Blauschimmelkäse soll das Wachstum von Listeria-Bakterien begünstigen, weil er feuchter und weniger säurehaltig ist als andere Käsesorten, eine eher nicht stichhaltige Behauptung, zumal in Deutschland Nahrungsmittel auf Listerien kontrolliert werden müssen. Möglicherweise geht die Empfehlung sogar auf eine Verwechslung mit Rohmilchkäse zurück. Sicher ist jedoch: Durch Kochen werden Listerien abgetötet. Die Unsicherheit gilt aber auch umgekehrt: Wieso man sich sicher ist, dass Blauschimmel grundsätzlich ungiftig ist, und wie dies getestet wird, bleibt unklar. 

## Blauschimmelkäse verschiedener Länder (Auswahl)
- Dänemark:
  - Danablu
  - Blaue Kornblume
- Deutschland:
  - Bavaria blu
  - Bergader Edelpilz
  - Andechser Natur Bio Blu
  - Paladin Regina Blu
  - Blue Master
  - Cambozola
  - Montagnolo
- Finnland:
  - Aura
- Frankreich:
  - Bleu d’Auvergne
  - Bleu de Bresse
  - Bleu des Causses
  - Bleu de Gex (Bleu du Haut Jura)
  - Bleu de Laqueuille
  - Bleu de Termignon
  - BluFou (aus der Auvergne)
  - Fourme d’Ambert
  - Fourme de Montbrison
  - Roquefort
  - Saint Agur
- Irland:
  - Cashel Blue
- Italien:
  - Gorgonzola
  - Castelmagno
- Niederlande:
  - Blue de Graven
- Österreich:
  - Österkron
- Schweden:
  - Ädelost
- Schweiz:
  - Blaue Geiss
  - Blaues Hirni
- Spanien:
  - Cabrales
- Tschechien:
  - Niva
- Vereinigtes Königreich:
  - Blue Stilton
  - Shropshire Blue
  - Blue Wensleydale